# 847

## Починали
- 27 януари – Сергий II, римски папа